# Järvakandi
Järvakandi è una cittadina dell'Estonia meridionale, nella contea di Raplamaa. Il territorio comunale, amministrativamente comune rurale, corrisponde interamente a quello della cittadina (in estone alev), formando un alevvald.